# Imrich Volek
Imrich Volek (7. září 1927 – 12. prosince 2012) byl slovenský a československý politik, po sametové revoluci poslanec Sněmovny národů Federálního shromáždění za Kresťanskodemokratické hnutie.

## Biografie
Ve volbách roku 1990 zasedl za KDH do slovenské části Sněmovny národů (volební obvod Západoslovenský kraj).Ve Federálním shromáždění setrval do voleb roku 1992.
V komunálních volbách na Slovensku roku 1994 kandidoval do zastupitelstva města Šaľa za koalici pravicových stran. V roce 2007 mu město Šaľa udělilo Cenu města za „celoživotní práci a aktivní podíl na revolučních změnách, za přínos k společenskému rozvoji města.“ V roce 2010 mu KDH na oslavách 20. výročí vzniku této strany udělilo ocenění.